# Rebecca Front
Rebecca Louise Front (Londres, 16 de maio de 1964) é uma atriz, escritora e comediante inglesa.